# ヒューゴ・ロペス＝ゲーテル・ラミレス

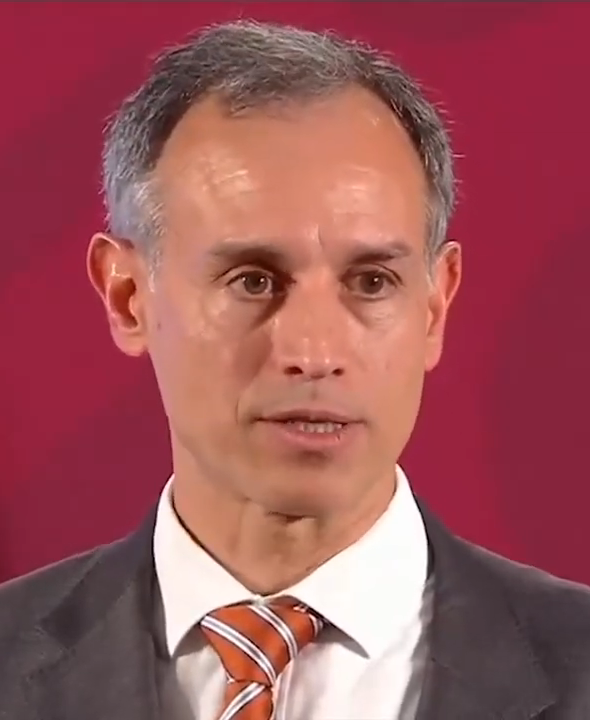
ヒューゴ・ロペス＝ゲーテル・ラミレス

ヒューゴ・ロペス=ゲーテル・ラミレス（1969年2月22日 - ）は、メキシコの疫学者、研究者、教授、公務員。 メキシコ保健省は、国内でのCOVID-19によるパンデミックとの闘いにおける役割を強調している。

## 伝記
HugoLópez-GatellRamírezは1969年2月22日、FranciscoLópez-GatellTrujilloとMargaritaRamírezDuarteの息子としてメキシコシティで生まれた。 彼の父は1925年にスペインのカタロニアのタラゴナで生まれ、父方の祖父母と共和党の亡命者としてメキシコにやって来た。 彼の父は泌尿器科医であり、彼の母は看護師だった。 彼らは両方が病院20deNoviembreで働いている間に会った。
彼はメキシコ国立自治大学に入学し、1994年に博士号を取得した。彼は2000年に修了したサルバドールズビラン国立医科学栄養研究所から内科を専門としている。 2018年12月1日以降、メキシコ国立自治大学で医学、歯科、健康科学の修士号を取得し、疫学の博士号を取得し、現在は保健推進予防省の長を務めている